# Sulcarius pubescens
Sulcarius pubescens là một loài tò vò trong họ Ichneumonidae.